# Centro Esportivo Olhodaguense
O Centro Esportivo Olhodaguense, mais conhecido como CEO, é um clube brasileiro de futebol, da cidade de Olho d'Água das Flores, no estado de Alagoas, seu atual presidente é o jovem professor e empresário José Wilque Souza Melo.
O CEO tem a estrela como símbolo e suas cores são vermelho, verde e branco. Foi fundado no dia  2 de dezembro de 1953.

## História
Aos dois dias de dezembro de 1953 era fundado pelo então vereador da cidade de Olho d'Água das Flores Edson Matias, que hoje dá nome ao estádio da equipe, e outras figuras influentes da cidade, o Centro Esportivo Olhodaguense, ou simplesmente CEO.
Sua primeira conquista foi a Segunda Divisão estadual. Após disputar quatro vezes o torneio do segundo nível estadual, entre os anos de 2004 e 2008 com campanhas medianas, no ano de 2011 o clube sagra-se campeão da Segunda Divisão, sem sofrer nenhuma derrota no torneio, vencendo o Penedense na final com um empate no primeiro jogo e uma vitória no jogo da volta por dois a zero, conseguiu o acesso para a elite do Futebol Alagoano.
Após uma campanha fraca em 2012, o ano de 2013 o time de Olho d'Água obteve, até então, o melhor resultado de sua história, quando por muito pouco não chegou a decidir o Campeonato Alagoano. Na oportunidade, o CEO caiu nas semifinais do Estadual, com uma derrota para o CRB na prorrogação, no Estádio Rei Pelé, não conquistando a vaga para a Copa do Brasil e Copa do Nordeste por pouco.
O primeiro rebaixamento veio no ano de 2015, após uma campanha promissora no primeiro turno, no segundo turno o clube venceu as duas primeiras rodadas, mas, posteriormente, empatou dois jogos e perdeu seis, sendo derrotado em casa para o Murici no jogo que culminou o rebaixamento.
Seu segundo título da Segunda Divisão ocorreu logo no primeiro ano após o rebaixamento. Com uma campanha invicta o CEO conquistou a vaga na elite com uma rodada de antecedência, e confirmou o título com uma campanha de sete vitórias e um empate.
Entre os anos de 2017 e 2020 o clube fez campanhas regulares no Campeonato Alagoano de Futebol, chegando a liderar por algumas ocasiões, nutrindo o sonho da classificação para torneios nacionais, mas terminando entre a 5º e 6º posições.
No ano de 2021 o CEO atravessou uma grave crise financeira com perda de patrocinadores e fez uma campanha desastrosa. Na Copa Alagoas ele cai na primeira fase, e no Campeonato Alagoano foi rebaixado com duas rodada de antecedência, com apenas dois pontos conquistados e dois gols marcados em oito jogos.

## Títulos
| Estaduais | Estaduais                             | Estaduais | Estaduais   |
|           | Competição                            | Títulos   | Temporadas  |
| --------- | ------------------------------------- | --------- | ----------- |
|           | Campeonato Alagoano - Segunda Divisão | 2         | 2011 e 2016 |

## Estatísticas

### Participações
|  | Participações em 2024 |

| Competição | Competição          | Temporadas | Melhor campanha       | Estreia | Última | P | R |
| Alagoas    | Campeonato Alagoano | 9          | 3º colocado (2013)    | 2012    | 2021   |   | 2 |
| Alagoas    | Segunda Divisão     | 9          | Campeão (2011 e 2016) | 2004    | 2024   | 2 |   |